# 喬斯林 (伊利諾伊州)
喬斯林（英語：Joslin）是位於美國伊利諾伊州羅克艾蘭縣的一個非建制地區。該地的面積和人口皆未知。

## 地理
喬斯林的座標為41°33′26″N 90°13′19″W / 41.55722°N 90.22194°W，而該地的平均海拔高度為177米（即581英尺）。